# Ogni Cosa per il Paese
Ogni cosa per il Paese fu un partito politico della Romania operativo dal 1993 al 2015. Si costituì su iniziativa di alcuni membri fondatori della formazione fascista Guardia di Ferro, attiva nel periodo interbellico, e si professava di orientamento "nazional-cristiano"